# Carlo Boucheron
Pour les articles homonymes, voir Boucheron (homonymie).
Carlo Boucheron né à Turin le 28 avril 1773 et mort dans la même ville le 16 mars 1838 est un philologue et latiniste italien.

## Biographie
Carlo Boucheron nait à Turin le 28 avril 1773. Orienté vers les études humanistes, il fréquente la faculté de théologie et de jurisprudence de l'Université de Turin, où il obtient son diplôme dans les deux disciplines à l'âge de vingt ans.
Grâce à sa connaissance de la chancellerie et du latin juridique, il est engagé en 1794 comme secrétaire, avec les fonctions de correspondant diplomatique et publiciste, par le ministre Clemente Damiano. Pendant l'occupation française il exerce l'activité de professeur. Il débute, en 1804, au lycée de Turin, comme professeur d’éloquence puis en 1811 à l’université. Lorsque Charles-Albert monte sur le trône en 1830, Boucheron est décoré de la croix de St-Maurice et de St-Lazare et chevalier de l’ordre du Mérite civil, ordre créé en 1832. À cette époque, outre les deux chaires d'éloquence de Grec et Latin, Boucheron occupe celle d’histoire à l’académie militaire, et celle d’archéologie à l’école beaux-arts. Parmi les marques d’estime reçues par Boucheron, à noter une médaille d’or réalisée par le graveur par Gaspare Galeazzi, avec sur une face son portrait  portrait et de l’autre l' inscription : « Ob egregiam operam in editionem scriptorum latinorum collatam J. Pomba Typogr. an M DCCC XXX VII. ».
Le 22 février 1838, Carlo Boucheron fait une chute qui lui fracture le genou, et dont il meurt à Turin le 16 mars 1838.

## Œuvres
- Caroli Boucheroni de Clemente Damiano Priocca, Turin, 1815, in-8°.
- De Josepho Vernazza, notice qui fut d’abord imprimée dans les Actes de l’académie des sciences de Turin.
- Caroli Boucheroni de Thoma Valperga Calusio, Turin, 1833, in-8°. Ces trois biographies ont été traduites en italien par Tommaso Vallauri, et réimprimées en un seul volume, avec une longue préface de l’auteur adressée à César de Saluces, Turin, Pomba, in-8°.
- Caroli Boucheroni Specimen inscriptionum latinarum, edente Thoma Vallaurio, Turin, 1836, in-8°.